# 怀特萨蒙 (华盛顿州)
怀特萨蒙（英文：White Salmon），是美国华盛顿州克里基塔特县下属的一座城市。根据 2000年美国人口普查，该市有人口2,193人。根据2010年美国人口普查，该市有人口2,224人。而2011年估计该市有2,266人。